# Distrito de Myjava
El distrito de Myjava (en eslovaco Okres Myjava) es una unidad administrativa (okres) de Eslovaquia Norccidental, situado en la región de Trenčín, con 29 243 habitantes (en 2001) y una superficie de 326 km². Su capital es la ciudad de Myjava.

## Demografía
| Año        | 1994   | 2004    | 2014    | 2024    |
| ---------- | ------ | ------- | ------- | ------- |
| Población  | 30 018 | 28 527  | 27 083  | 24 809  |
| Diferencia |        | −4,96 % | −5,06 % | −8,39 % |

| Año        | 2023   | 2024    |
| ---------- | ------ | ------- |
| Población  | 25 013 | 24 809  |
| Diferencia |        | −0,81 % |

## Ciudades (población año 2017)
- Brezová pod Bradlom 4871
- Myjava (capital) 11 708

## Municipios
- Brestovec 973
- Bukovec 440
- Chvojnica 356
- Hrašné 484
- Jablonka 489
- Košariská 437
- Kostolné 604
- Krajné 1526
- Podkylava 232
- Polianka 398
- Poriadie 695
- Priepasné 378
- Rudník 819
- Stará Myjava 749
- Vrbovce 1510